# Stadsgården
För andra betydelser, se Stadsgården (olika betydelser).
| Stadsgården och Stockholms inlopp år 1978 (vänster) och från samma plats år 2007. |  | Stadsgården och Stockholms inlopp år 1978 (vänster) och från samma plats år 2007. |
| Stadsgården och Stockholms inlopp år 1978 (vänster) och från samma plats år 2007. |  |                                                                                   |

Stadsgården är den nordöstra sjönära delen av Södermalm, nedanför Katarinaberget. I äldre tider avsågs Stockholms Hamnars kajanläggningar mot Östersjön från Slussen och österut till Masthamnen som numera domineras av Stadsgårdsleden. Namnet "gård" syftar på "skeppsgård", vilket är den äldre svenska benämningen på område för hamn- och varvsverksamhet.

## Historik

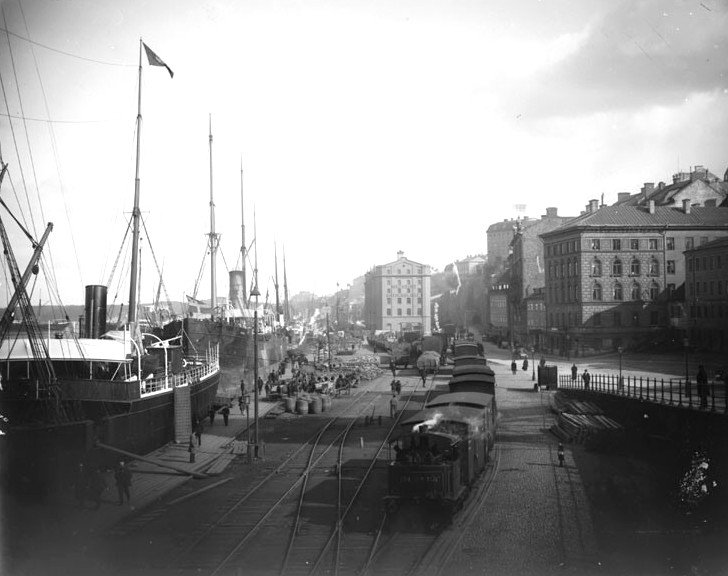
Stadsgården år 1896.

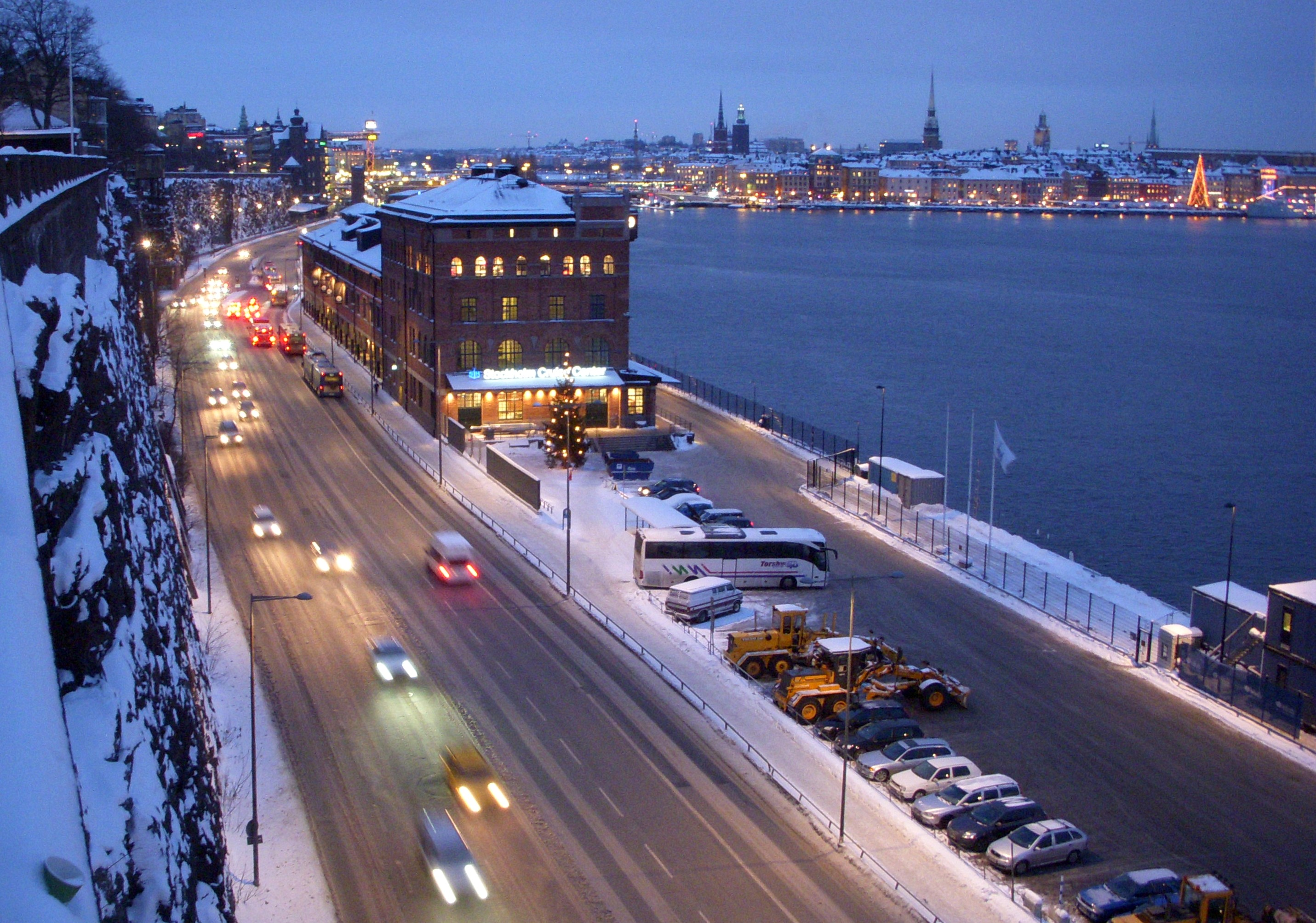
Stadsgårdsleden västerut med Stora Tullhuset och Gamla stan i bakgrunden, december 2010.

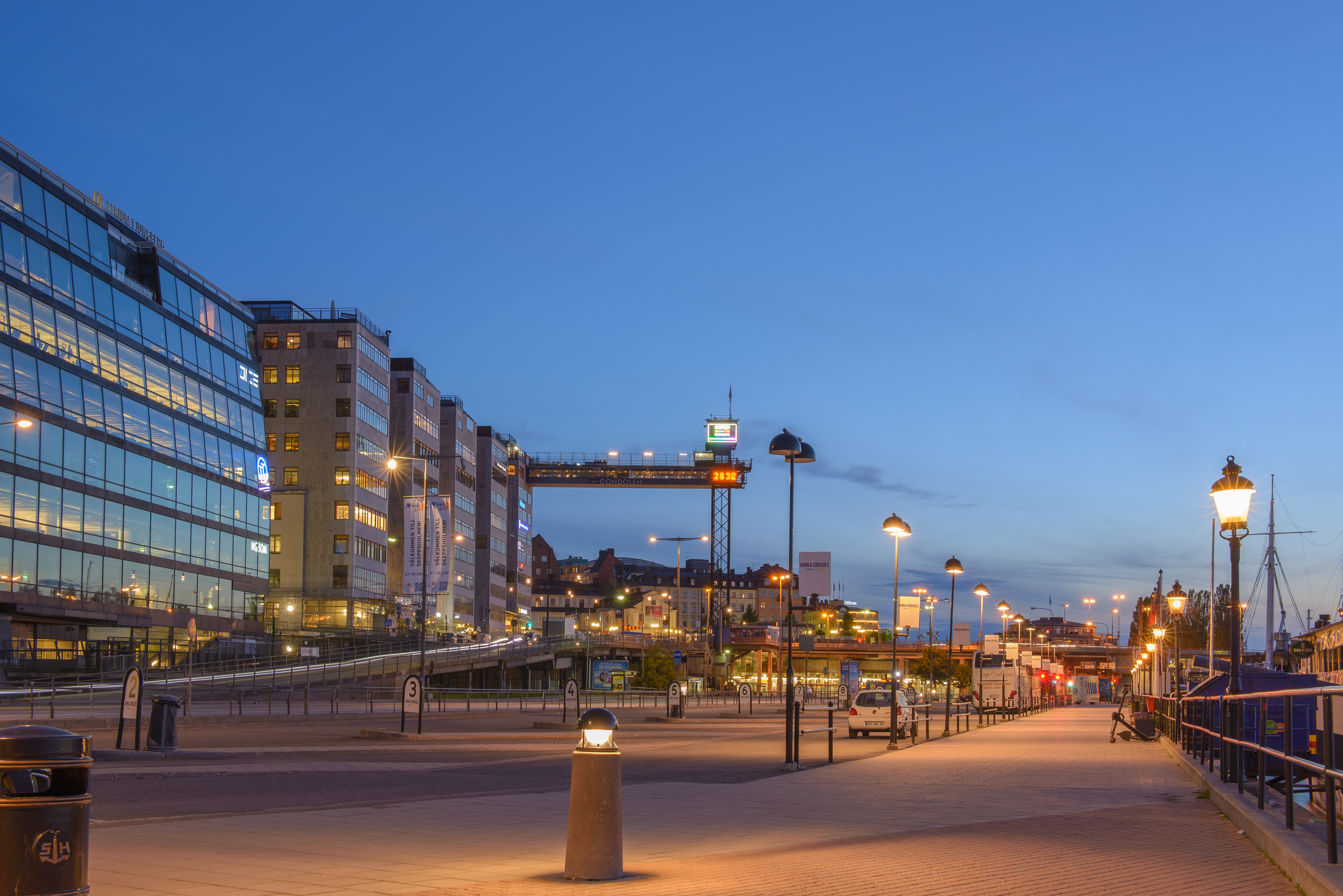
Stadsgårdens västra del med Slussen i bakgrunden, juni 2013.

Stadsgården (Stadens skeppsgård) omfattade ursprungligen bara den västra, bredare delen av strandlinjen, innan berget stupade brant ner från Fjällgatan. Namnet kan beläggas till 1448 och det omtalas i en upplåtelse av ”en tompt vppa sudra malm belegna vidh Stadz garden”. Sedan åtminstone 1300-talets början låg de så kallade tranbodarna eller sälbodarna på pålar ute i vattnet längs området. I bodarna kokades sälspäck från skärgården och Bottenhavet, och det färdiga tranet från denna illaluktande verksamhet packades i tunnor och såldes vidare. Bodarna fanns kvar fram till omkring 1600.
En viss bebyggelse, med bland annat stall, förekom i området. I Stockholms stads privilegiebrev från 1594 förekommer dock uppmaningar att riva denna för att ge plats åt skeppsbyggeri:
"Så skall och stadzgården på Södre malmen lydhe och liggie under stadhen, såsom af ålder varidt hafwer, och aldelis blifve fri och opbygd, på thet rum måtte vare att brådhe och byggie skipp ther sammestädz. The bygninger, som ther nu opsatte äre emoth stadzens och borgerskapetz vilie, måghe bortrifves."
Skeppsbyggandet på platsen pågick troligen till 1687 då Stora stadsvarvet i Tegelviken grundades. På "Karta öfver S:ta Catharina församling" från 1674 syns en lång rad smala tomter ner mot Saltsjön, men ingen sammanhängande vägförbindelse. Tegelviken är på denna karta fortfarande en vik med beteckningen Skjeps-hwarfwet. På 1600- och 1700-talet förekommer även beteckningen Skeppsbron, eller Nya Skeppsbron, lätt att förväxla med Skeppsbron i Gamla stan.
I ett försök att förbättra Stadsgårdshamnen anlades en lång träkaj i slutet av 1730-talet efter ritningar av stadsarkitekten Johan Eberhard Carlberg. Från kajen lossades hö, ved, trävaror och kol. På vintern fungerade den som kajplats för de många vinterliggarna. 
Utfyllnadsarbetena för att ersätta kajen med en stenkonstruktion gick mycket långsamt till följd av de stora vattendjupen. 1875–1882 uppfördes istället en ny, 528 meter lång träkaj som vilade på tre pålrader. Järnvägsspår drogs på kajen och förbands med sammanbindningsbanan och spåren på Skeppsbrokajen. Ett magasin uppfördes 1883, och mellan 1888 och 1889 restes Lilla Tullhuset. Vid namnrevisionen 1885 fastställdes namnet Stadsgården för delen mellan Slussen och Tegelviksplan istället för det tidigare (1849) namnet Stadsgårdshamnen.
Längs Stadsgården byggdes i slutet av 1800-talet en järnvägslinje, Saltsjöbanan, som invigdes den 1 juli 1893. Stationen Stadsgården var i bruk mellan 23 december 1893 och 21 december 1936 då den flyttade till nya stationen Slussen. Stationshuset från 1914 såldes därefter till Stockholms kyrkliga sjömansvård, och byggnaden blev känd som Sjömansinstitutets hus.
Bebyggelseskalan förändrades, inte helt utan debatt, i och med framdragande av den nya Katarinavägen. Den tio våningar höga Drottsgården, som av pressen kallades för en skyskrapare restes 1909 och kom att följas av Gustaf Wickmans höga byggnader som senare byggdes om till KF-huset. Utfyllningarna av kajen mellan 1911 och 1915 kom att ersätta den gamla träkajen med en kaj av granitklädd betong, som låg 12 meter utanför den gamla. Området utanför kajliven muddrades samtidigt.

## Stadsgårdshamnen en sommardag 2007

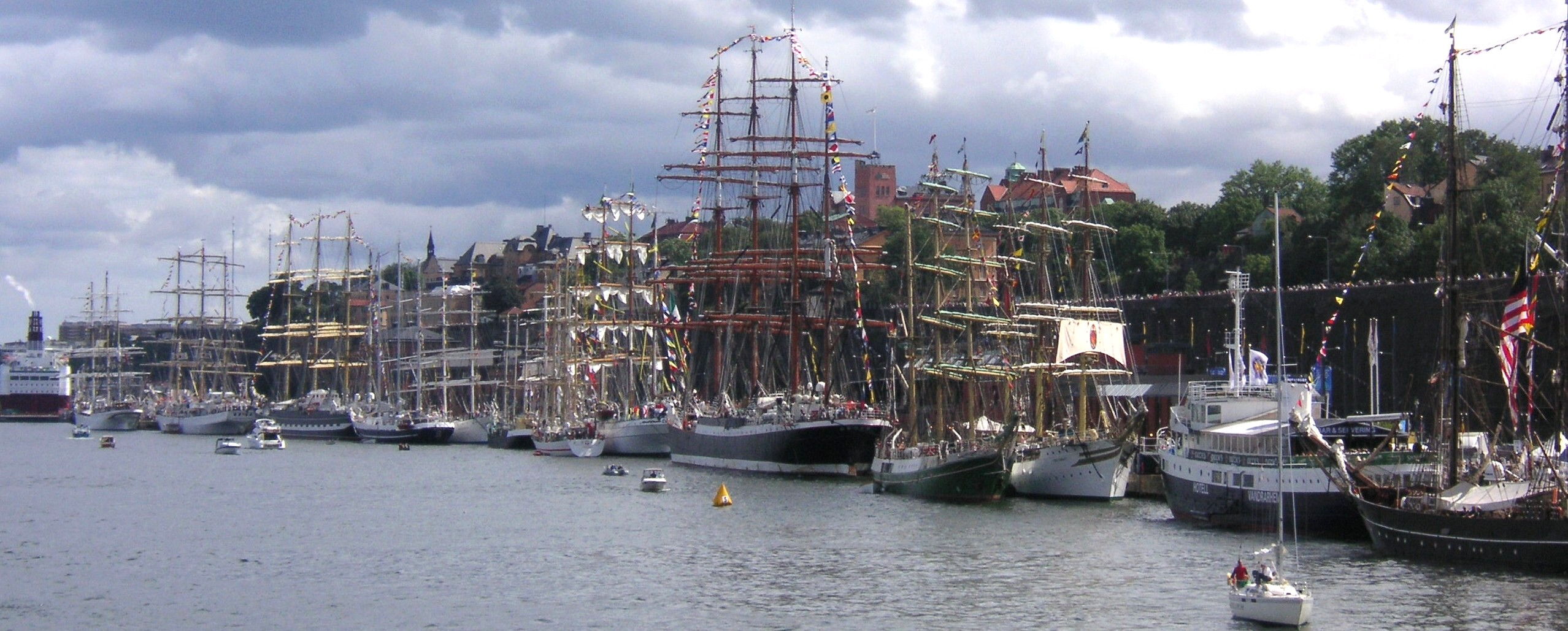
Stadsgårdshamnen under "The Tall Ships' Races" den 28 juli 2007 kan ge ett intryck av hur det såg ut här på 1700-talet.

## Stadsgårdsleden och Stadsgårdshamnen
Trafikleden "Stadsgårdsleden" fick sitt namn 1986 och ersatte då en stor del av en äldre trafikled. Leden är cirka 1 300 meter lång och på vägen från Söder Mälarstrand passerar den Stadsgårdsterminalen, Fotografiska museet och Stadsgårdshamnen med sina hamnanläggningar. Det stora blickfånget i väster är Katarinahissen och i öster kullen med Fåfängan på toppen. Halvvägs mellan Slussen och Tegelviksplan finns Stadsgårdshissen och där börjar den 638 meter långa Stadsgårdstunneln som trafikeras av Saltsjöbanan. Längs "Stadsgårdshamnen" finns Stockholms Hamnars kajanläggningar med terminaler för kryssningsfartyg och Finlandsfärjorna, bland annat Vikingterminalen.